# Elisabeth Fleetwood
Alma Fredrika Elisabeth Svantesdotter Fleetwood, född 17 oktober 1927 i Oscars församling i Stockholm, död 22 juli 2024, var en svensk adjunkt och politiker (moderat), som var riksdagsledamot 1979–2002 för Stockholms kommuns valkrets.
I riksdagen var hon vice ordförande i kulturutskottet 1994–1998 (dessutom ledamot i samma utskott 1981–1982 och 1991–2002 samt suppleant under olika perioder 1979–1991). Hon var ledamot i konstitutionsutskottet 1982–1985 och 1987–1991 (dessutom suppleant 1985–1987). Utöver detta var hon suppleant i utrikesutskottet och Europarådets svenska delegation.